# Hans Joachim Ihle
Hans Joachim Ihle (* 21. Dezember 1919 in Neukölln; † 15. Dezember 1997 in Burgdorf) war ein deutscher Bildhauer.

## Leben

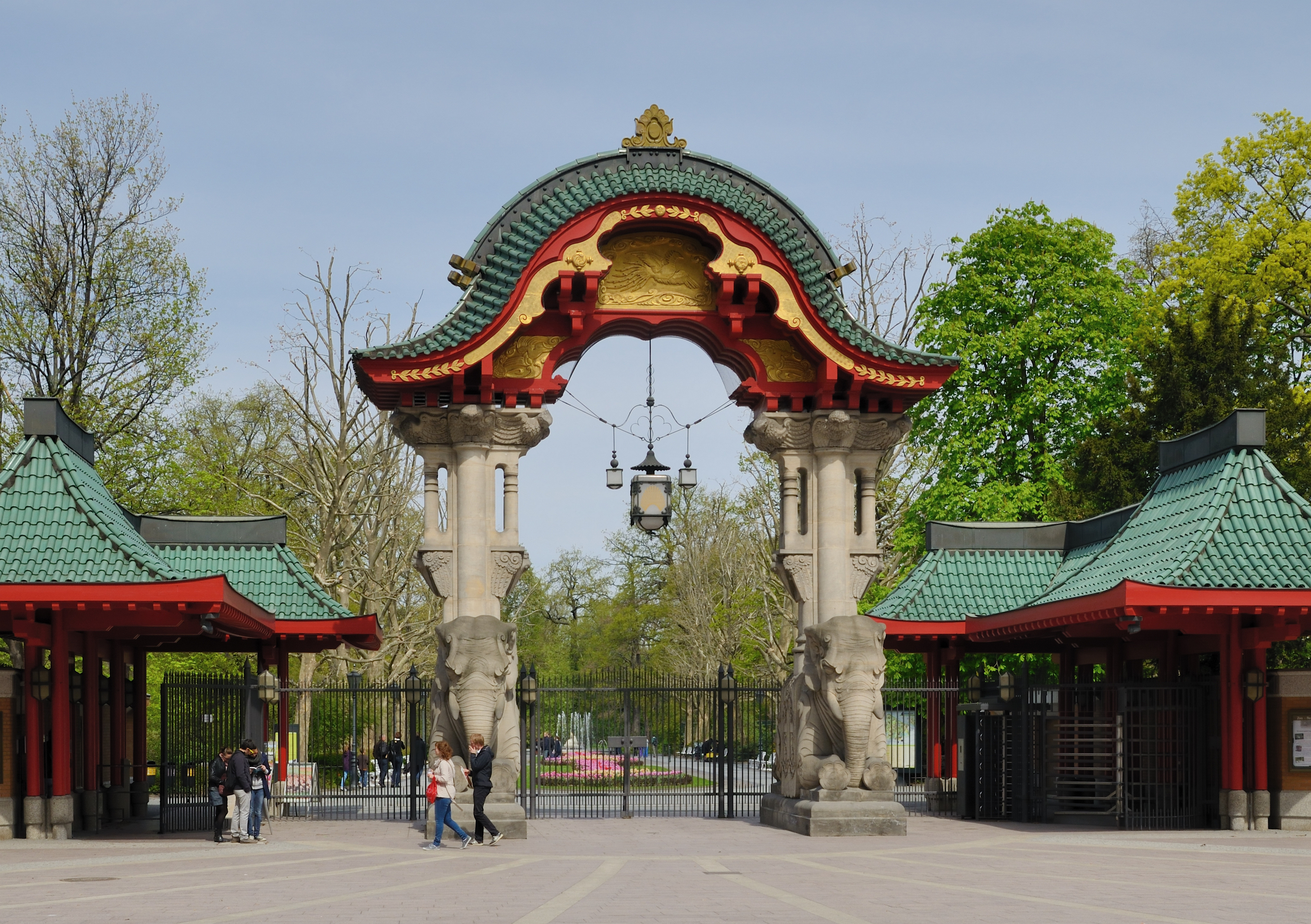
Elefantentor das Berliner Zoos

Hans Joachim Ihle wurde als Sohn eines Kupferstechers und jüngstes von sechs Kindern geboren. Schon als Kind interessierten ihn die Natur und vor allem der Berliner Zoo und das Aquarium.
Nach Abschluss der Schulzeit absolvierte Ihle eine Lehre als Chemigraf, bevor er zum Reichsarbeitsdienst und später zum Wehrdienst eingezogen wurde. Im Dezember 1941 wurde er schwer verwundet und verlor ein Bein. Nach der Genesung begann er das Studium der Bildhauerei bei Wilhelm Gerstel an der Berliner Akademie, das mit der Ausbombung der Gebäude 1944 ein Ende fand. Erst 1946 konnte er nach der Gründung der Hochschule für bildende Künste das Studium bei Richard Scheibe fortsetzen. Die erste fruchtbare Schaffensperiode wurde 1951 mit dem „Großen Berliner Kunstpreis für Bildhauer“ belohnt. 1954 führte ihn ein längerer Aufenthalt in Südwestafrika in die Nähe der Tiere, die er bis dahin zahlreich modelliert hatte. Auch die Teilnahme an einer archäologischen Expedition nach Uruk in Mesopotamien (heute: Irak) im Jahr 1956 brachte für ihn neue Eindrücke, die er künstlerisch verarbeitete. 1957 gewann Ihle den 1. Preis im Wettbewerb „Das Tier in der bildenden Kunst“.

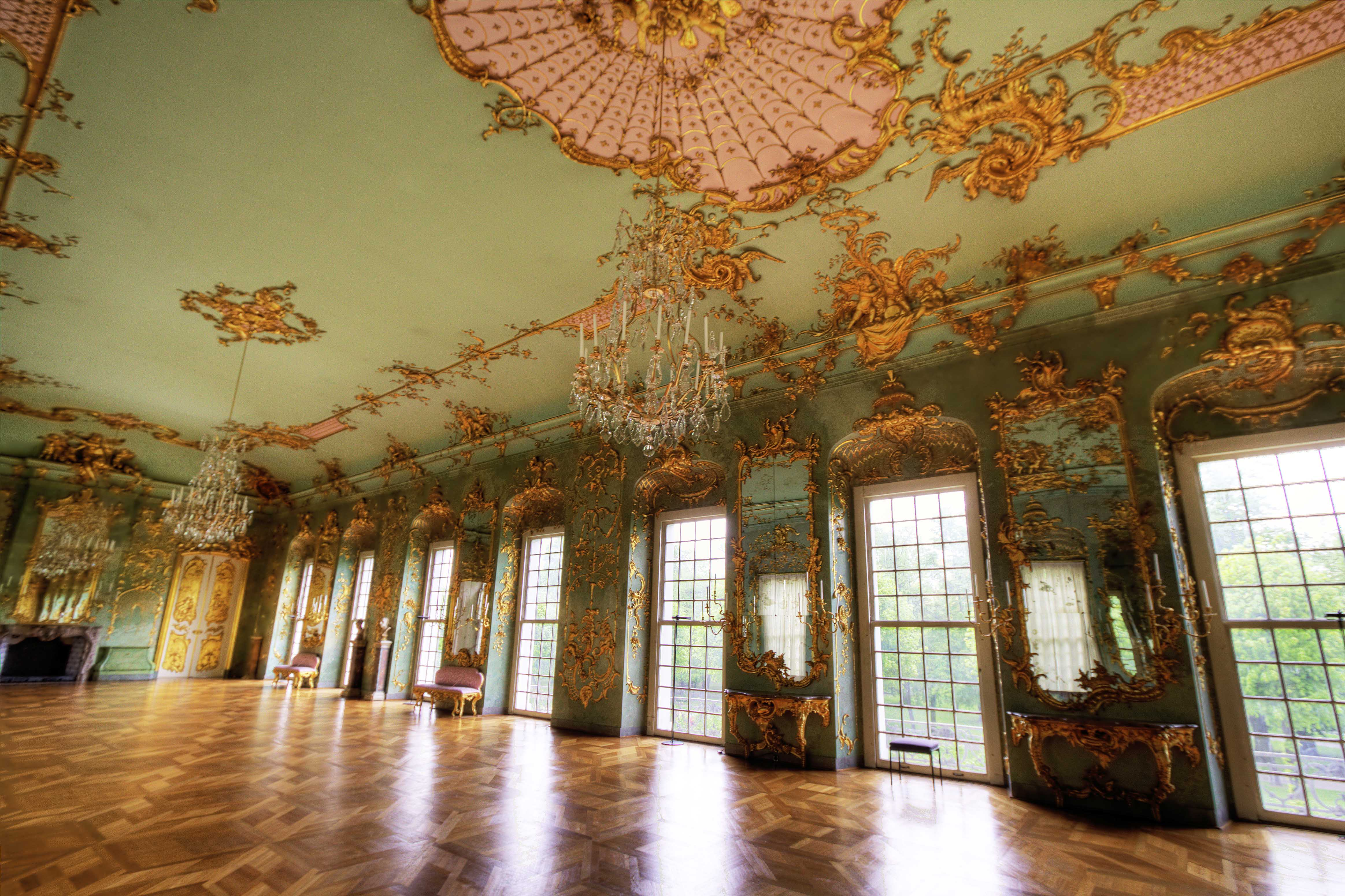
Goldene Galerie im Schloss Charlottenburg

1958 begannen Ihles Arbeiten an der Restaurierung der Innenräume des Knobelsdorff-Flügels im Schloss Charlottenburg. Nach der Beseitigung der Kriegsschäden im Außenbereich des Schlosses sollten nun der „Weiße Saal“ und die „Goldene Galerie“ mit ihren Rokokostuckarbeiten wiederhergestellt werden. Die Arbeiten wurden erst 1973 mit der Auslieferung der Attika-Figuren für die Nordseite des Mittelbaus abgeschlossen.
Ihles Freundschaft mit Zoodirektor Heinz-Georg Klös führte zu einer weiteren umfangreichen Restaurierungsarbeit. Das Aquarium in der Budapester Straße war nach dem Zweiten Weltkrieg nur notdürftig instand gesetzt worden. Ihle gestaltete zunächst die Straßenseite des Neubaus mit einem 30 m langen und 6,50 m hohen Ziegelband, auf dem im Relief Fische, Reptilien und Amphibien zu sehen sind. An den historischen Fassaden des Aquariumsgebäudes wurden sieben Saurierdarstellungen in Kalkstuck wiederhergestellt, das Treppenhaus erhielt wieder die Majolikareliefs und Glasmosaikbilder. Nach Fertigstellung des Zoo-Aquariums sollte das nebenan gelegene und im Krieg zerstörte Elefantentor neu entstehen. Ihle wurde beauftragt, die künstlerische Leitung für den Wiederaufbau zu übernehmen. Da keine Bauzeichnungen vorlagen, mussten alte Fotos als Grundlage dienen. Die 27 Tonnen schweren Elefanten aus Elbsandstein wurden nach Vorlagen Ihles in Dresden von Steinbildhauern gestaltet und in Einzelteilen nach Berlin transportiert. Das Tor in seinem Farbklang Rot, Grün und Gold wurde schnell zu einem Wahrzeichen Berlins. An das Tor schließt sich in westlicher Richtung eine Wand an, auf der Ihle in einem geklinkerten Relief zehn Panzernashörner darstellte. 
1971 verließ der Künstler Berlin und schuf sich in Heeßel bei Burgdorf auf einem Bauernhof ein neues Domizil. Großzügige Atelierräume boten weitere Möglichkeiten. Es entstanden großformatige Skulpturen und auch verstärkt Marmorstuckarbeiten, eine Technik, die Ihle besonders lag. Im Spätwerk erschienen dann häufiger abstrahierende Arbeiten.

## Öffentlich ausgestellte Werke
- Portraitbüste Paul Lincke, 1953
- Gepard, 1963 (verschollen)
- Reiher, 1966
- Verirrung, 1966
- Schafbock, 1968, Tierärztliche Hochschule Hannover
- Gibbon, 1968
- Rentier, 1970
- Fohlen, 1970er Jahre
- Gepard, 1972
- Zwei Füllen, 1974
- Moschusochse, 1974/1975
- Springpferd Halla, 1976, Warendorf, Olympisches Komitee für Reiterei
- Orientierung, 1977
- Saurier, 1982, Aquarium Berlin
- Panzernashörner, 1984/1985, Zoo Berlin
- Elch, 1985, Stade, Mahnmal Goldap

## Galerie

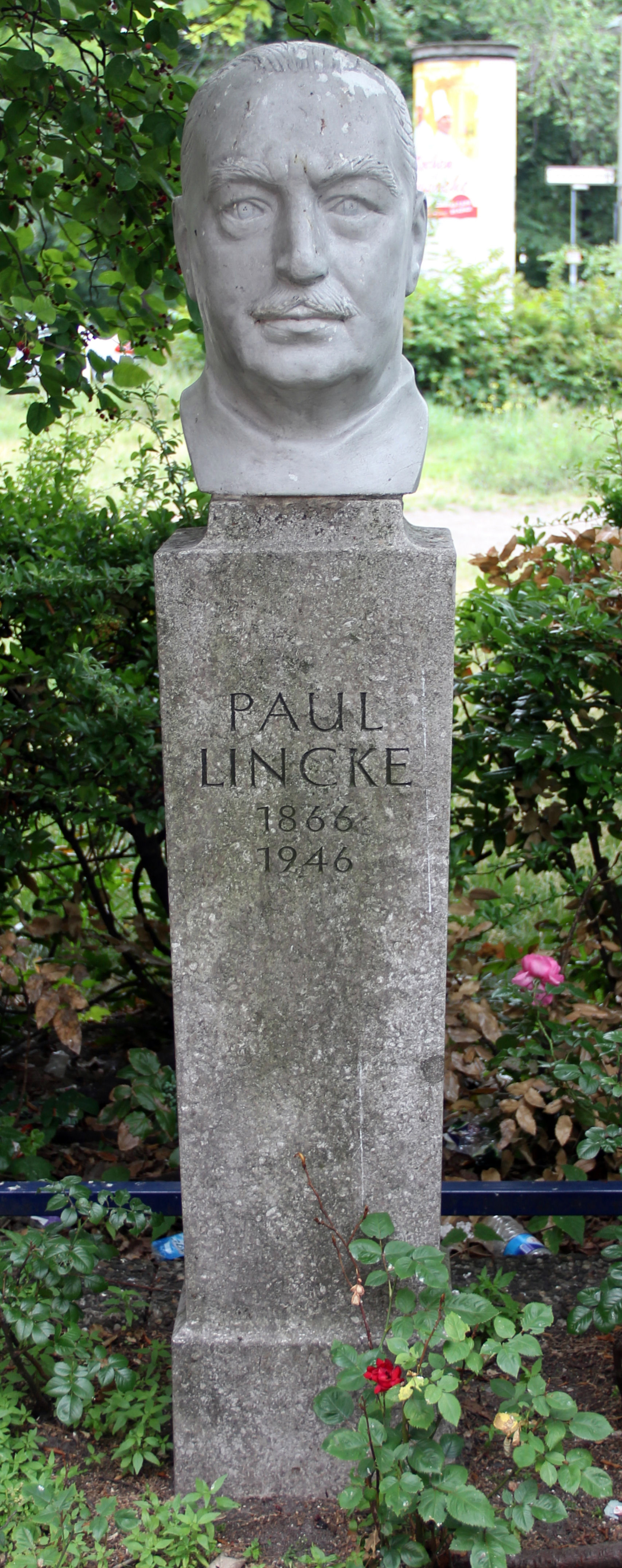
Paul Lincke, Oranienstraße, 1953, Berlin-Kreuzberg
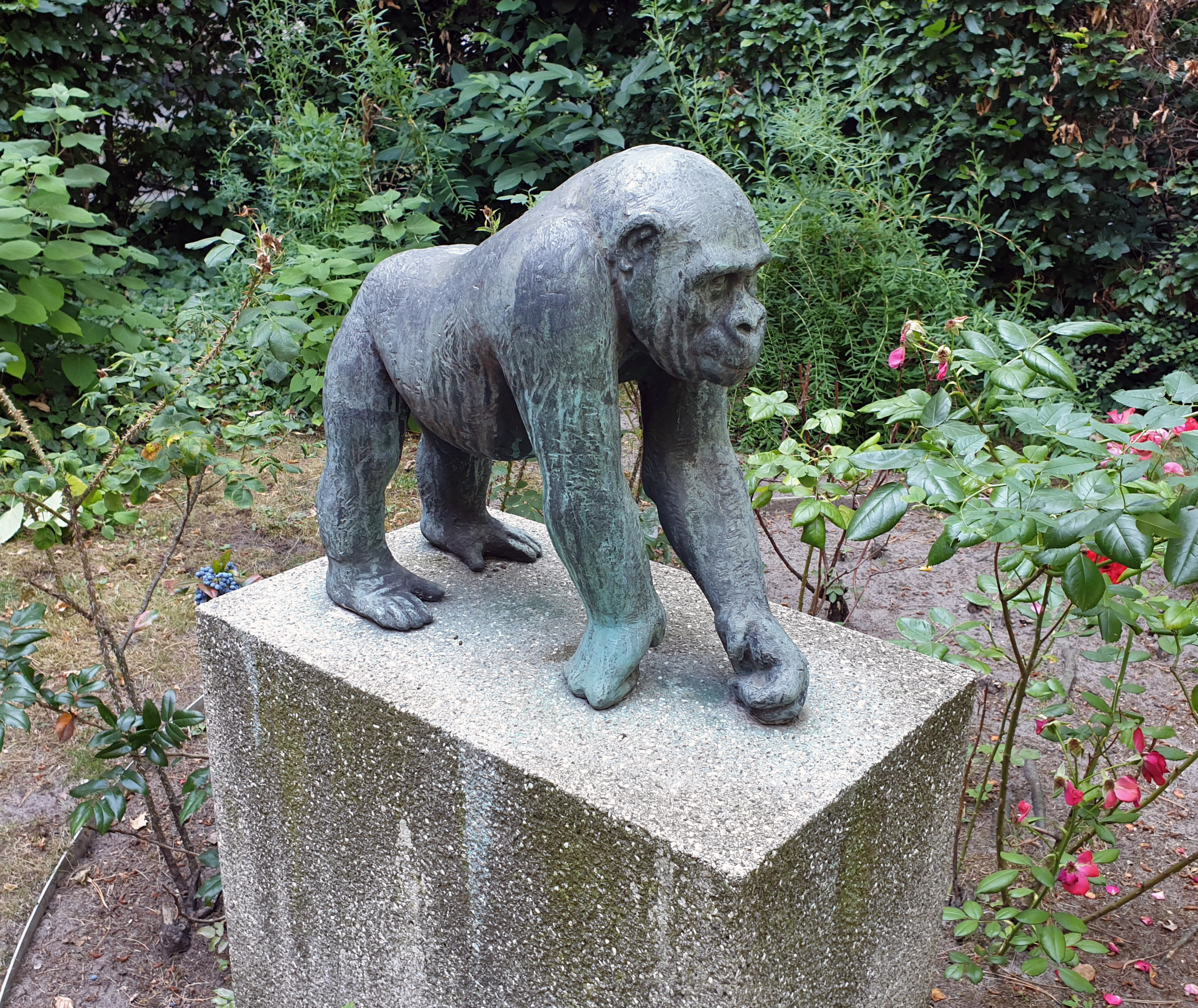
Junger Gorilla Bakala, Forststraße, 1981, Berlin-Steglitz
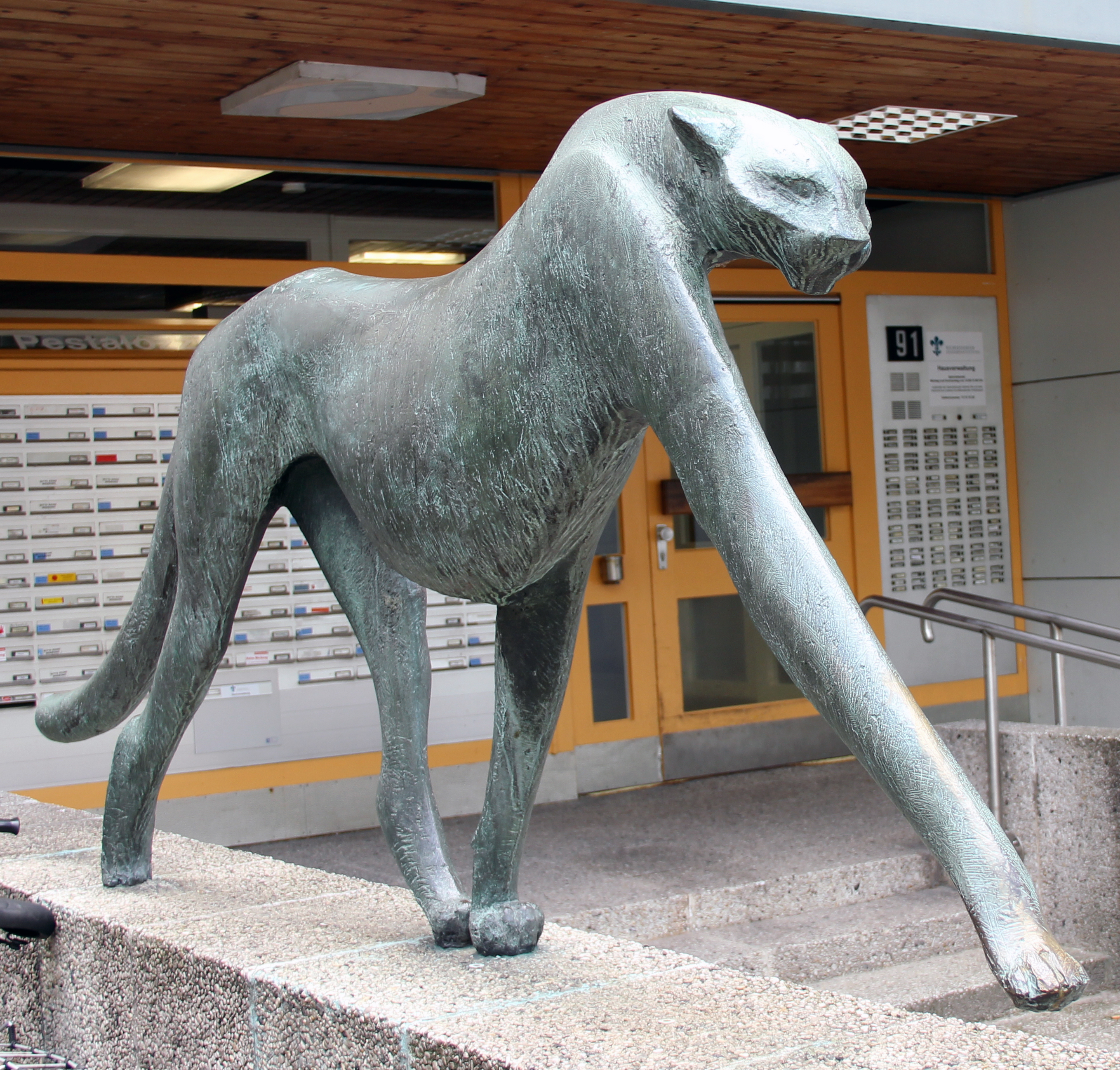
Gepard, Pestalozzistraße, 1972, Berlin-Charlottenburg
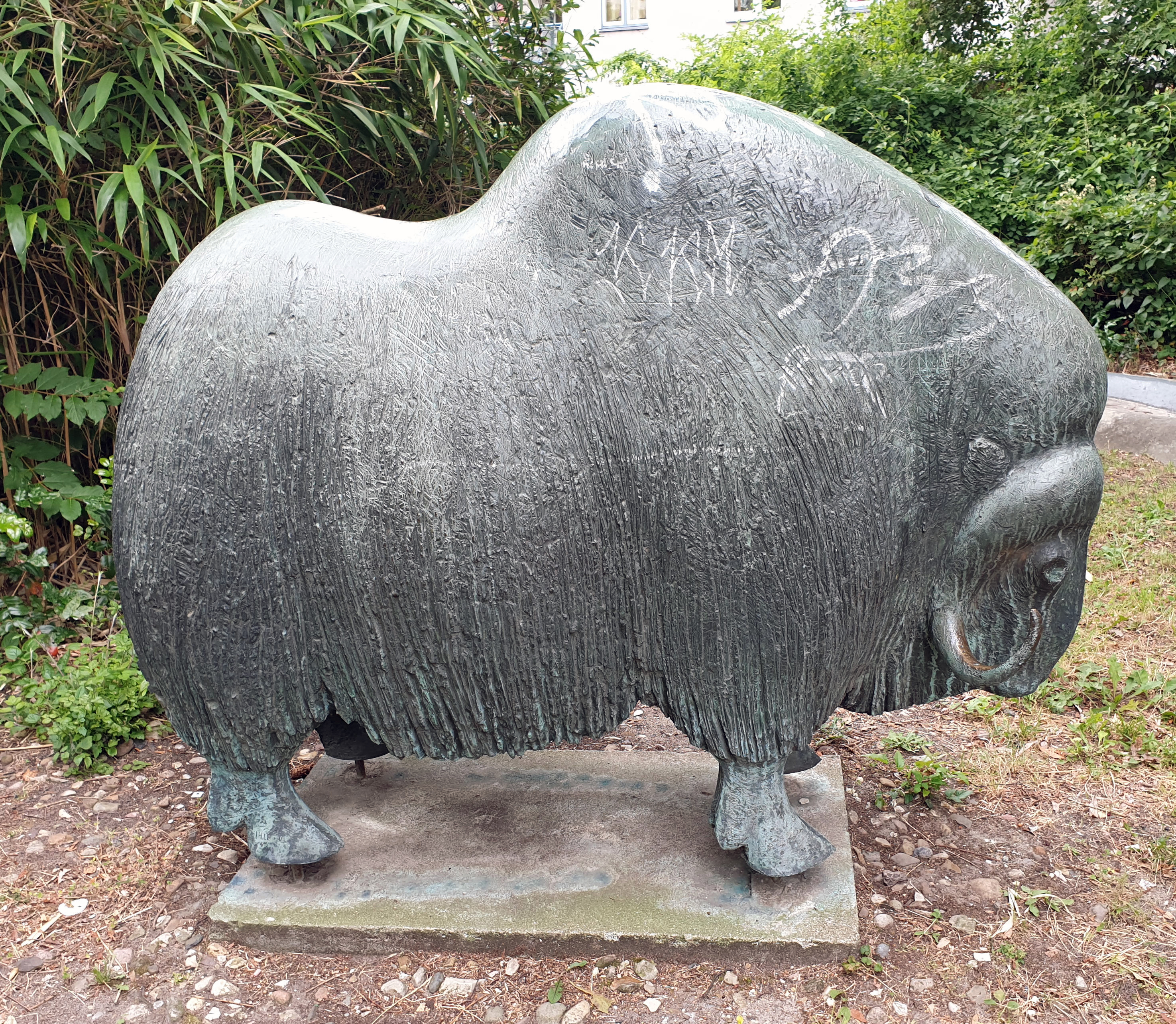
Moschusochse, Kruckenbergstraße, 1974, Berlin-Mariendorf
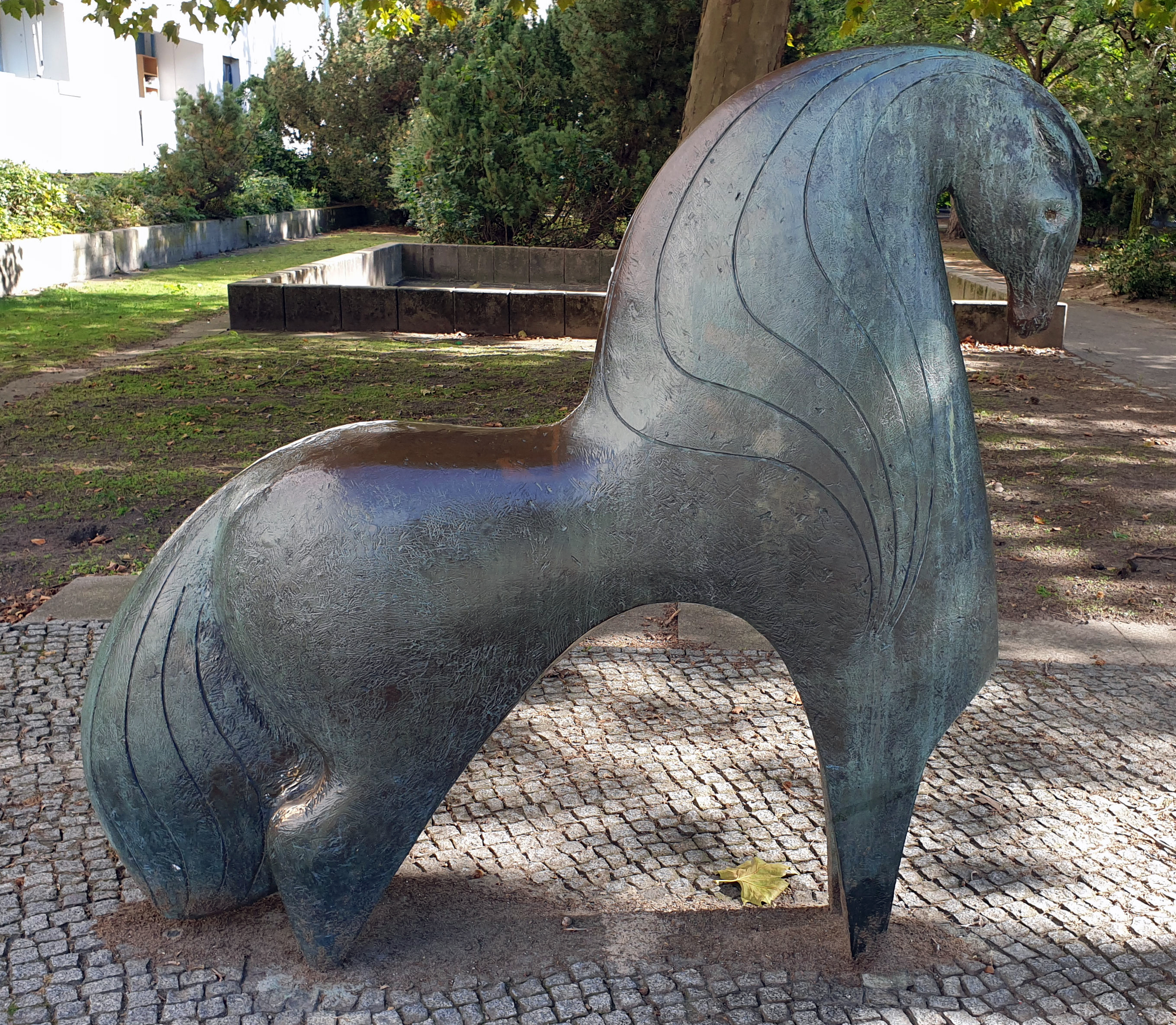
Pony, Reichweindamm 42, Berlin-Charlottenburg-Nord
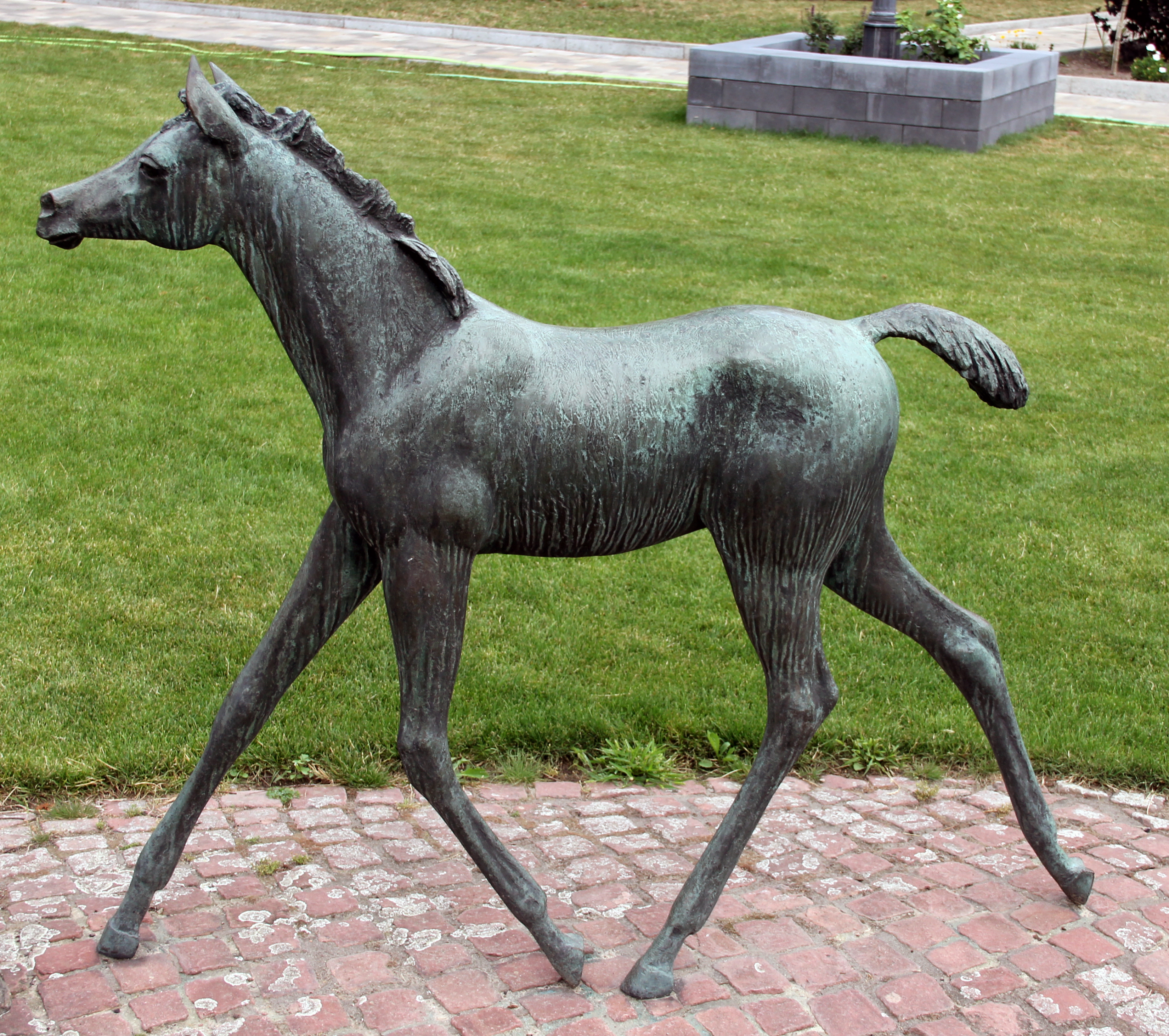
Fohlen, Attilastraße, 1981, Berlin-Steglitz
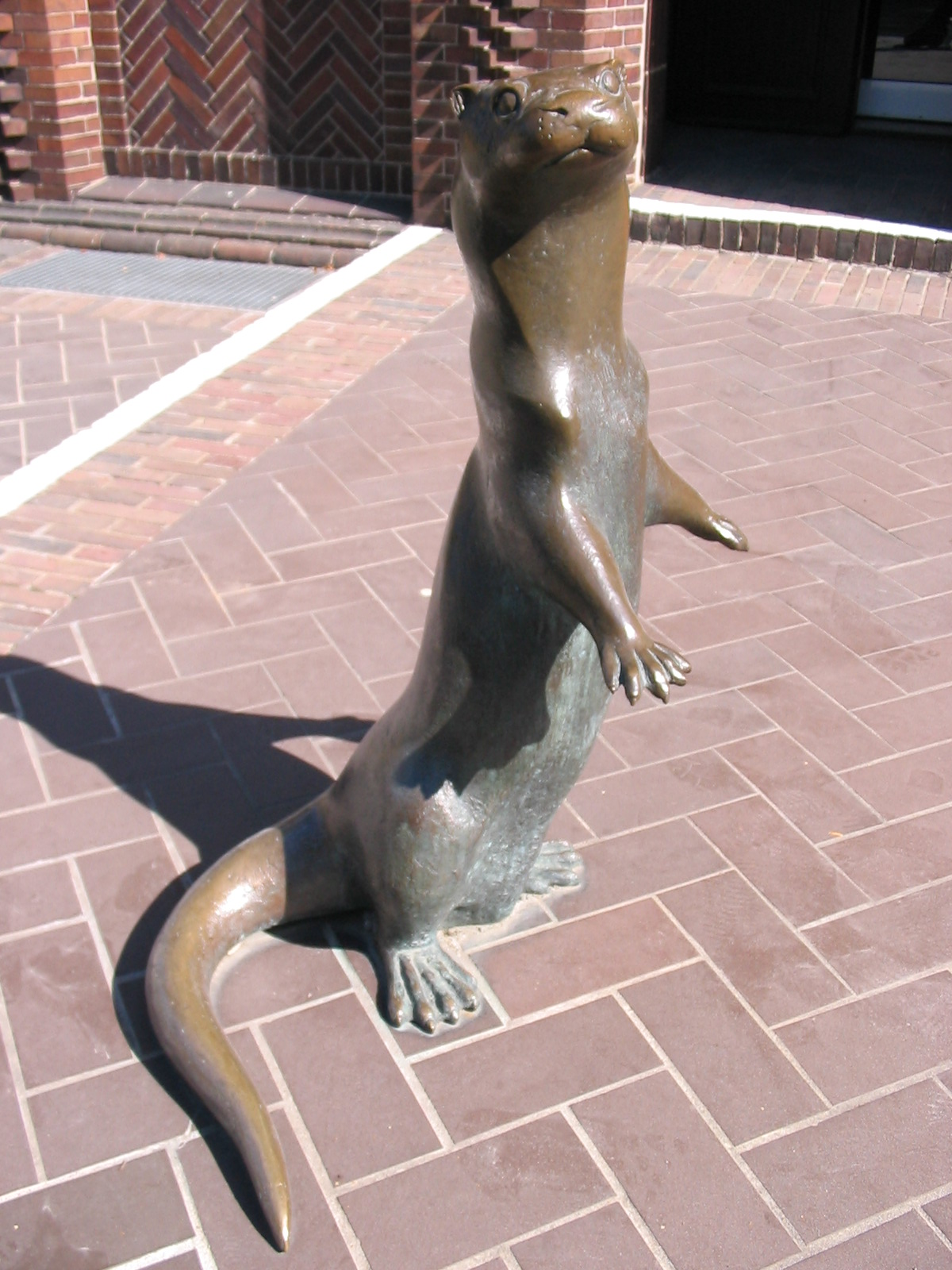
Fischotter vor dem Naturhistorischen Museum, 1982, Braunschweig
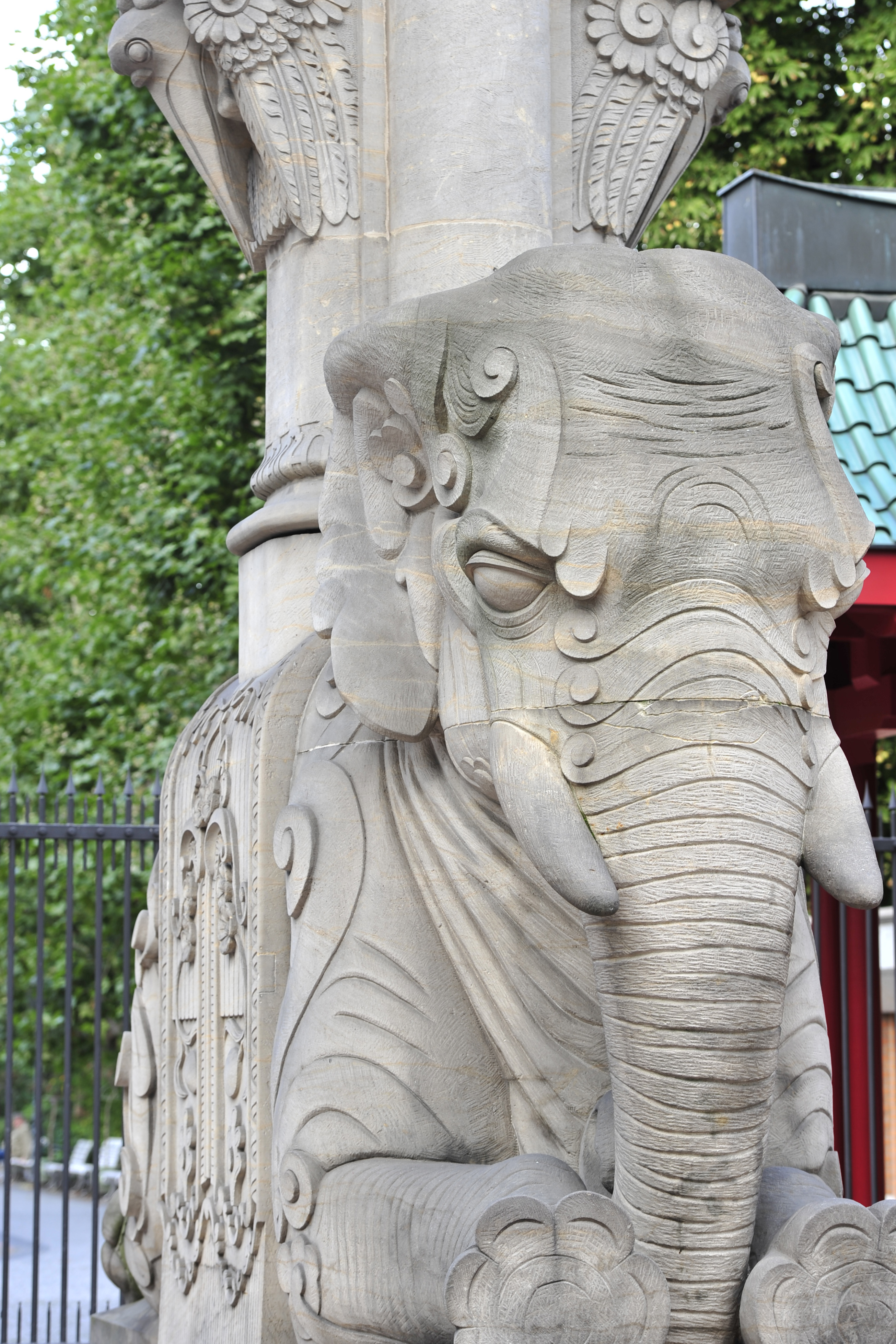
Elefant aus Elbsandstein, Elefantentor Zoo Berlin